# چاه کلیر
چاه کلیر یا چاه کنر روستایی در دهستان دلگان بخش مرکزی شهرستان دلگان استان سیستان و بلوچستان ایران است.

## جمعیت
بر پایه سرشماری عمومی نفوس و مسکن در سال ۱۳۹۵ این روستا بدون جمعیت بوده‌است.